# Hans Mannstaedt
Johannes (Hans) Franz Walter Mannstaedt, född 11 mars 1850 i Hagen, Westfalen, död 12 december 1898 i Stockholm, var en tysk-svensk elektroingenjör  och grosshandlare.
Mannstaedt flyttade till Sverige i början av 1870-talet och anställdes då vid Gunnebo bruk. Efter några års vistelse i utlandet återkom han till Sverige, innehade anställning hos Graham Brothers, bereste därefter Sverige och övriga nordiska länder för den stora firman Schäffer & Budenberg, till dess han 1885 etablerade sig i Stockholm såsom samma firmas representant samt tillika övertog generalagenturen för Allgemeine Elektricitäts-Gesellschaft (AEG) i Berlin, vilka bådas affärer han innehade till sin död. I firman verkade även John Blomquist, Sven L:son Depken och Reinhold Sääf.